# Mirzəbəyli
Mirzəbəyli è un comune dell'Azerbaigian situato nel distretto di Qəbələ. Conta una popolazione di 2 381 abitanti.